# Роттердам/Гаага (аеропорт)
Аеропорт Роттердам/Гаага, раніше Аеропорт Роттердам або Аеропорт Зестінговен (нід. Rotterdam The Hague Airport (IATA: RTM, ICAO: EHRD)) — аеропорт в Нідерландах, розташований за 6 км NE від Роттердаму, другого за чисельністю населення міста країни. Обслуговує міста Роттердам і Гаага, за якими і отримав свою назву, а також їх передмістя.
Є третім за завантаженістю аеропортом Нідерландів. В 2015 році аеропорт обслужив понад 1,6 млн пасажирів. Крім регулярних рейсів в найбільші міста і курорти Європи, аеропорт також експлуатується авіацією загального призначення, аероклубами та льотними школами.
Аеропорт є хабом для:
- Transavia

## Історія

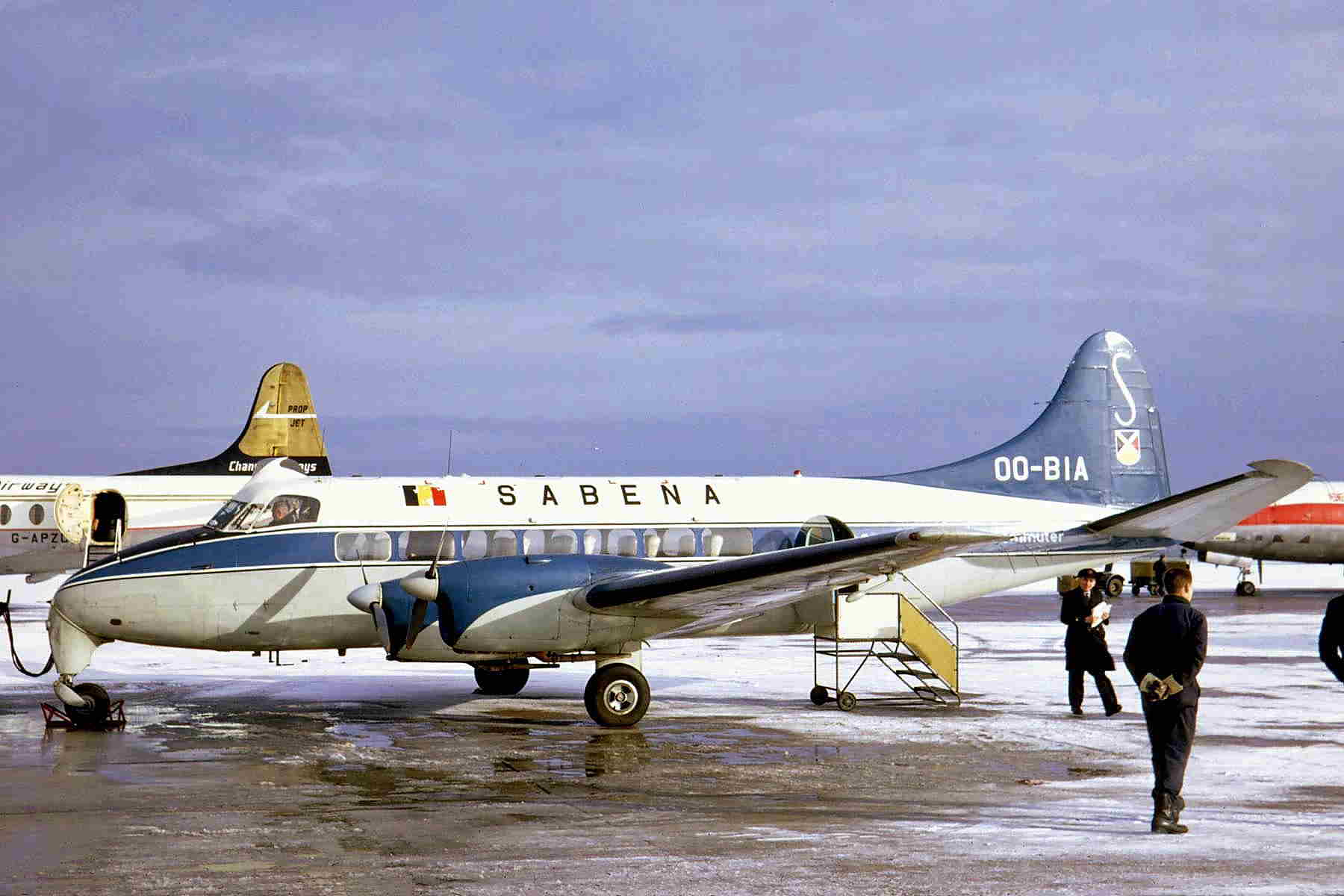
De Havilland Heron авіакомпанії Sabena в аеропорту, 1968 рік

### Ранні роки
Після Другої світової війни уряд Нідерландів вирішив, що на додачу до аеропорту Амстердам у країні потрібен другий національний аеропорт. До війни у Роттердама був аеропорт, Ваалгавен, але він був серйозно пошкоджений під час бомбардування Роттердама, а пізніше повністю зруйнований, щоб німці не могли ним скористатися. Реконструкція аеропорту не здавалося можливої, тому було знайдено нове місце на польдері Зестінховен, через який аеропорт отримав свою назву.
Будівництво аеропорту розпочалося в серпні 1955 році, і офіційно аеропорт відкрився в жовтні 1956 року. Незабаром з Роттердаму виконували польоти великі європейські авіакомпанії, такі як Swissair, Lufthansa, Air France. Проте в 1970-х роках було заплановано закрити або перевести аеропорт для будівництва житлових будинків. Не розуміло майбутнє викликало застій в зростанні пасажирообігу, і багато авіакомпаній покинули аеропорт.

### Розвиток з 1990-х років
Протягом майже тридцяти років аеропорт був на межі закриття, але економічне зростання 1990-х років викликав зростання пасажиропотоку, і в 2001 році було вирішено, що нинішнє місце розташування буде закріплено за аеропортом ще як мінімум на сто років.
Назва аеропорту було змінено з «Зестінховен» на «Роттердам», а в 2010 році аеропорт отримав нинішню назву — Роттердам/Гаага.
Державні та військові повітряні судна часто користуються даними аеропортом, так як Гаага є місцезнаходженням нідерландського уряду і різних міжнародних інститутів, наприклад, Міжнародного кримінального суду. Після закриття аеропорту Гааги Іпенбюрг в 1992 році і авіабази ВМС Валкенбюрг в 2006 році аеропорт Роттердам-Гаага залишається єдиним в окрузі для польотів такого роду.

## Авіалінії та напрямки
| Авіакомпанія            | Пункт призначення |
| ----------------------- | --- |
| British Airways         | Лондон-Сіті |
| Corendon Airlines       | Сезонний: Анталія, Марракеш |
| Corendon Dutch Airlines | Сезонний: Іракліон |
| Flybe                   | Сезонний чартер: Гернсі, Джерсі |
| FlyErbil                | Ербіль, Одеса |
| Freebird Airlines       | Сезонний чартер: Анталія |
| Pegasus Airlines        | Сезонний чартер: Кайсері, Конья |
| Transavia               | Ель-Хосейма, Аліканте, Барселона, Будапешт, Фару, Гран-Канарія, Лісабон, Малага, Рим-Фіумічіно, Тенерифе-Південний, Венеція, Відень Сезонний: Альмерія, Бержерак, Берлін-Шенефельд, Шамбері, Дубровник, Женева, Жирона, Гренобль, Іракліон, Івіса, Інсбрук, Клагенфурт, Ламеція-Терме, Лансароте, Монпельє, Палермо, Пальма-де-Мальорка, Піза, Пула, Зальцбург, Шеллефтео, Спліт, Тулон, Валенсія |
| TUI fly Belgium         | Сезонний: Брач, Танжер |
| TUI fly Netherlands     | Сезонний: Анталія, Фуертевентура, Іракліон, Лансароте, Пальма-де-Мальорка, Родос, Тенерифе-Південний |

## Статистика
| Рік  | Пасажирообіг | Авіатрафік |
| ---- | ------------ | ---------- |
| 2000 | 696,612 ▲    | 113,324 ▼  |
| 2001 | 747,827 ▲    | 92,874 ▼   |
| 2002 | 612,021 ▼    | 86,972 ▼   |
| 2003 | 616,823 ▲    | 66,919 ▼   |
| 2004 | 1,096,514 ▲  | 63,968 ▼   |
| 2005 | 1,010,950 ▼  | 65,156 ▲   |
| 2006 | 1,037,971 ▲  | 64,225 ▼   |
| 2007 | 1,060,044 ▲  | 65,527 ▲   |
| 2008 | 986,789 ▼    | 59,644 ▼   |
| 2009 | 921,840 ▼    | 55,900 ▼   |
| 2010 | 922,569 ▲    | 52,637 ▼   |
| 2011 | 1,075,202 ▲  | 53,899 ▲   |
| 2012 | 1,186,539 ▲  | 48,129 ▼   |
| 2013 | 1,488,572 ▲  | 50,667 ▲   |
| 2014 | 1,687,574 ▲  | 49,525 ▼   |
| 2015 | 1,692,406 ▲  | 50,834 ▲   |
| 2016 | 1,683,863 ▼  | 52,442 ▲   |
| 2017 | 1,774,976 ▲  | 49,962 ▼   |